# كوتايسي
كوتايسي (جورجيا) : ქუთაისი ؛ الأسماء القديمة : Aea/Aia, Kutatisi, Kutaïssi) ثاني أكبر مدينة وعاصمة المنطقة الغربية من إيميريتي. تقع على مسافة 220 كم إلى الغرب من تبليسي.

## المناخ
يظهر الجدول التالي التغييرات المناخية على مدار السنة لكوتايسي:
| البيانات المناخية لـكوتايسي        | البيانات المناخية لـكوتايسي | البيانات المناخية لـكوتايسي | البيانات المناخية لـكوتايسي | البيانات المناخية لـكوتايسي | البيانات المناخية لـكوتايسي | البيانات المناخية لـكوتايسي | البيانات المناخية لـكوتايسي | البيانات المناخية لـكوتايسي | البيانات المناخية لـكوتايسي | البيانات المناخية لـكوتايسي | البيانات المناخية لـكوتايسي | البيانات المناخية لـكوتايسي | البيانات المناخية لـكوتايسي |
| الشهر                              | يناير                       | فبراير                      | مارس                        | أبريل                       | مايو                        | يونيو                       | يوليو                       | أغسطس                       | سبتمبر                      | أكتوبر                      | نوفمبر                      | ديسمبر                      | المعدل السنوي               |
| ---------------------------------- | --------------------------- | --------------------------- | --------------------------- | --------------------------- | --------------------------- | --------------------------- | --------------------------- | --------------------------- | --------------------------- | --------------------------- | --------------------------- | --------------------------- | --------------------------- |
| الدرجة القصوى °م (°ف)              | 22 (72)                     | 26 (79)                     | 32 (90)                     | 34 (93)                     | 37 (99)                     | 40 (104)                    | 42 (108)                    | 40 (104)                    | 40 (104)                    | 35 (95)                     | 29 (84)                     | 25 (77)                     | 42 (108)                    |
| متوسط درجة الحرارة الكبرى °م (°ف)  | 7.7 (45.9)                  | 8.9 (48.0)                  | 13.1 (55.6)                 | 18.2 (64.8)                 | 23.3 (73.9)                 | 26.4 (79.5)                 | 28.1 (82.6)                 | 28.9 (84.0)                 | 25.8 (78.4)                 | 21.3 (70.3)                 | 15.2 (59.4)                 | 10.3 (50.5)                 | 18.9 (66.0)                 |
| المتوسط اليومي °م (°ف)             | 5.2 (41.4)                  | 5.8 (42.4)                  | 8.4 (47.1)                  | 12.9 (55.2)                 | 17.9 (64.2)                 | 21.0 (69.8)                 | 23.2 (73.8)                 | 23.6 (74.5)                 | 20.5 (68.9)                 | 16.4 (61.5)                 | 11.5 (52.7)                 | 7.5 (45.5)                  | 14.5 (58.1)                 |
| متوسط درجة الحرارة الصغرى °م (°ف)  | 1.2 (34.2)                  | 1.8 (35.2)                  | 4.6 (40.3)                  | 7.7 (45.9)                  | 12.4 (54.3)                 | 15.9 (60.6)                 | 18.9 (66.0)                 | 19.5 (67.1)                 | 16.1 (61.0)                 | 11.9 (53.4)                 | 7.5 (45.5)                  | 3.5 (38.3)                  | 10.1 (50.2)                 |
| أدنى درجة حرارة °م (°ف)            | −17 (1)                     | −14 (7)                     | −10 (14)                    | −3 (27)                     | 2 (36)                      | 7 (45)                      | 10 (50)                     | 10 (50)                     | 3 (37)                      | −3 (27)                     | −11 (12)                    | −14 (7)                     | −17 (1)                     |
| الهطول مم (إنش)                    | 106 (4.2)                   | 129 (5.1)                   | 100 (3.9)                   | 112 (4.4)                   | 85 (3.3)                    | 105 (4.1)                   | 106 (4.2)                   | 86 (3.4)                    | 116 (4.6)                   | 108 (4.3)                   | 141 (5.6)                   | 139 (5.5)                   | 1٬333 (52.5)                |
| متوسط أيام هطول الأمطار (≥ 0.1 mm) | 11.7                        | 13.8                        | 13.8                        | 13.3                        | 12.1                        | 11.9                        | 13.6                        | 11.6                        | 10.8                        | 10.3                        | 11.8                        | 14.5                        | 149.2                       |
| متوسط الرطوبة النسبية (%)          | 68                          | 68                          | 69                          | 66                          | 69                          | 72                          | 76                          | 75                          | 74                          | 71                          | 65                          | 64                          | 70                          |
| المصدر: الأرصاد الجوية الألمانية   |                             |                             |                             |                             |                             |                             |                             |                             |                             |                             |                             |                             |                             |

## توأمة
لكوتايسي اتفاقيات توأمة مع كل من:
- بوزنان
- عسقلان [28]
- فيتوريا-غاستيز [28]
- بلوفديف [28]
- ليون [28]
- بايون [28]
- غلزنكيرشن [28]
- تيانجين [28]
- تولا [28]
- دونيتسك [28]
- خاركيف [28]
- لفيف (16 أكتوبر 2002 - )[28]
- سامسون [28]
- كنجه
- نيكايا [28]
- غيومري [28]
- نيوبورت (1989 - )[28]
- رشت [28]
- قارص
- ليسكوفاتس
- كولومبيا (1997 - )[28]
- زومباثلي

## أعلام
- تنجيز أبولادز
- كاتي ميلوا
- نينو بورجانادزه
- مايا تشيبوردانيدزه
- ديفيد الرابع
- أكين كولوغلو